# Đảo Đông Dẫn
đảo Đông Dẫn (tiếng Trung: 東引島; bính âm: Dōngyǐn Dǎo, latinh hóa tiếng Phúc Châu: Dĕ̤ng-īng-dō̤) 
là đảo chính của hương Đông Dẫn, huyện Liên Giang, tỉnh Phúc Kiến, Trung Hoa Dân Quốc (Đài Loan). Đảo còn có tên cũ là "đảo Đông Dũng" (東湧島). Do nằm gần Trung Quốc đại lục, đảo trở thành vùng trọng yếu chiến lược của Quốc quân Trung Hoa Dân Quốc, được lắp đặt trạm radar và trận địa tên lửa đạn đạo.
Sau khi để mất Đại lục, chính quyền Trung Hoa Dân Quốc vào năm 1951 đưa đảo Đông Dũng thuộc huyện Trường Lạc rồi huyện La Nguyên, đến tháng 7 năm 1956 thì bãi bỏ chính quyền huyện La Nguyên. Hương Đông Dẫn của huyện La Nguyên hiện do huyện Liên Giang quản lý. Phía Trung Quốc đại lục thì xem đảo thuộc hương Mã Tổ của huyện Liên Giang. Năm 1958, Trung Quốc đại lục tuyên bố đảo Đông Dẫn là một trong những điểm cơ sở của lãnh hải Trung Quốc. 
Hiện nay có cầu liên kết đảo Đông Dẫn và đảo Tây Dẫn lân cận. Trên đảo có cảng nước sâu Trung Trụ 中柱港. Hải đăng đảo Đông Dẫn được xây dựng vào năm 1904 dưới thời Thanh.
Không quân Trung Hoa Dân Quốc đặt một trạm radar trên đảo Đông Dẫn để giám sát toàn diện các hoạt động bay của Quân Giải phóng Nhân dân Trung Quốc. Vào những năm 1980, điểm cao 161 trên đảo là trận địa pháo phòng không chống Trung Quốc đại lục. Sau đó, nhiều trận địa pháo được chuyển thành trận địa tên lửa đạn đạo, triển khai tên lửa Thiên Cung và tên lửa Hùng Phong kiểu cũ.
Kể từ năm 2020, quan hệ hai bờ eo biển tiếp tục căng thẳng. Bộ Quốc phòng Trung Hoa Dân Quốc thông báo khu quân sự trọng yếu 161 là khu quản chế, và phạm vi hạn chế có hiệu lực vào ngày 2 tháng 10. Không quân Trung Hoa Dân Quốc cũng thông báo sẽ tiến hành công trình mới trên đảo trị giá hơn 400 triệu Đài tệ. Bên ngoài nhận định Quốc quân sẽ xây dựng một căn cứ tên lửa đạn đạo mới ở Đông Dẫn, triển khai tên lửa phòng không Thiên Cung-3, tên lửa đối đất Hùng Tam-6 và tên lửa hành trình Hùng Phong-2E . Hồng Kông, Thượng Hải, Nam Kinh, Quảng Châu, Thâm Quyến, Vũ Hán và các thành phố lớn khác đều sẽ nằm trong tầm tấn công của tên lửa Quốc quân Trung Hoa Dân Quốc.. Tên lửa hành trình Hùng Phong-2E  thậm chí có thể hoàn thành cuộc tấn công đập Tam Hiệp ở Nghi Xương, Hồ Bắc..